# Vaires-sur-Marne
Vaires-sur-Marne település Franciaországban, Seine-et-Marne megyében. Lakosainak száma 13 791 fő (2022. január 1.). Vaires-sur-Marne Brou-sur-Chantereine, Chelles, Noisiel, Torcy és Pomponne községekkel határos.

## Népesség
A település népessége az elmúlt években az alábbi módon változott:
| Lakosok száma | 13 200 | 13 579 | 13 726 | 13 327 | 13 383 | 13 368 | 13 340 | 13 518 | 13 791 |
|               | 2013   | 2015   | 2016   | 2017   | 2018   | 2019   | 2020   | 2021   | 2022   |